# Marcel·lí i Pere de Roma
Marcel·lí i Pere de Roma (Roma, s. III - 304) van ser un prevere i un exorcista de la diòcesi de Roma, morts com a màrtirs durant la persecució de Dioclecià. Són venerats des d'antic com a sants a tota la cristiandat.

## Biografia
Segons la Passio escrita pel papa Damas I (366 - 384), els dos foren conduïts a un lloc anomenat Selva Nera (després anomenat Silva Candida, a la Via Cornelia) i decapitats per no voler abjurar de la seva fe. Els dos cossos els va recollir la matrona Lucil·la i sebollits a les catacumbes Ad Duas Lauros (avui dels Sants Marcel·lí i Pere, a Torpignattara), vora la Via Labicana.

## Veneració
Al lloc de la sepultura, Sirici I erigí una basílica, avui Basilica dei Santi Marcellino e Pietro. Gregori IV va enviar les sever relíquies a França, d'on anaren a l'abadia de Seligenstadt (prop de Magúncia, Hessen, Alemanya) portades per Eginard, conseller de Carlemany. Una tradició diferent situa les relíquies a la Catedral de Cremona.
Els dos sants eren molt populars als primers temps dels cristianisme, i apareixen citats en pregàries eucarístiques ja al segle vi.

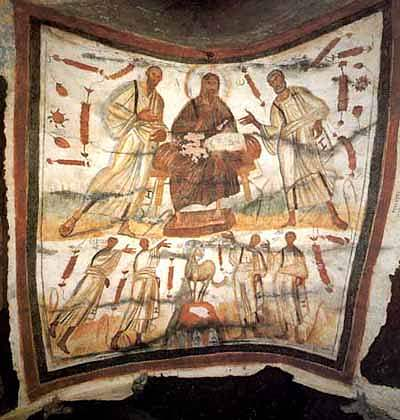
Pintura del s. IV a les catacombes de Marcel·lí i Pere; sota Crist, a la fila de sota, els sants Gorgoni, Marcel·lí, Pere i Tiburci
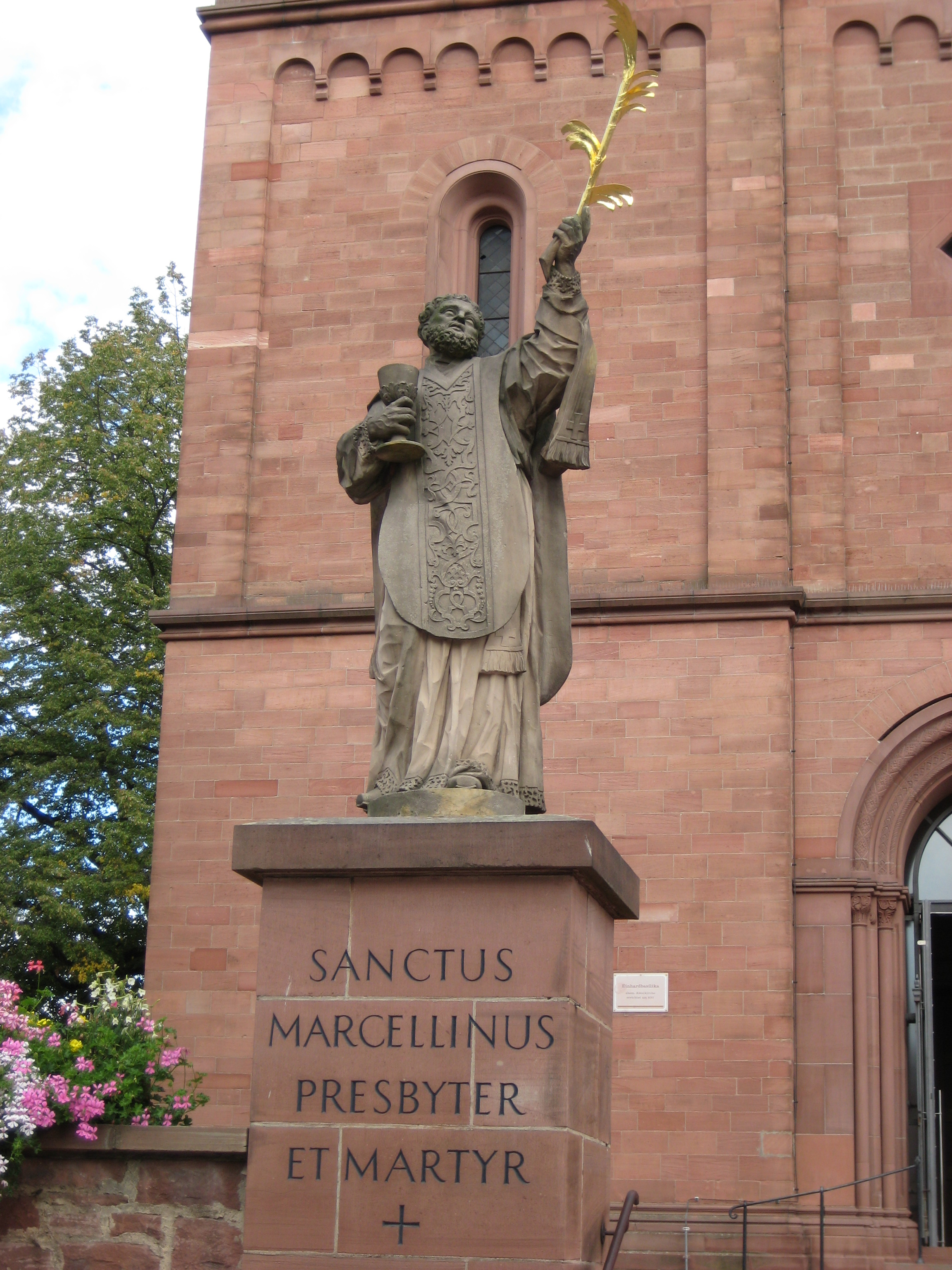
Sant Marcel·lí, escultura a Seligenstadt
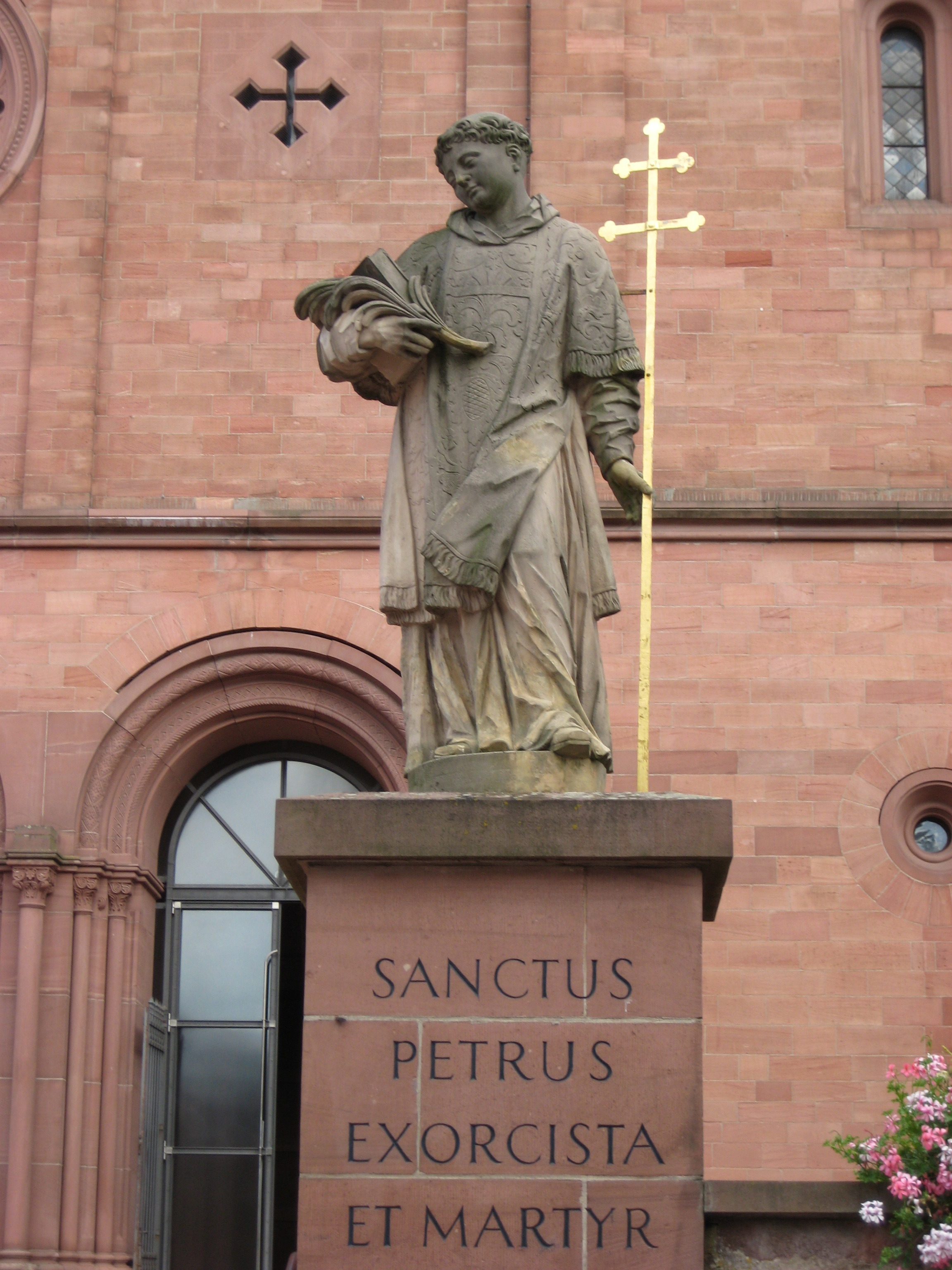
Sant Pere, escultura a Seligenstadt
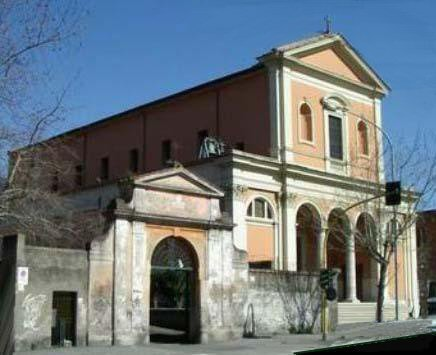
Basílica de Santi Marcellino e Pietro ad Duas Lauros, al lloc de sepultura original